# League of Legends Continental League
League of Legends Continental League (LCL; tiếng Nga: Континентальная лига по League of Legends, chuyển tự: Kontinental'naya liga po League of Legends) là giải đấu thể thao điện tử Liên Minh Huyền Thoại chuyên nghiệp cấp cao nhất của khu vực CIS, được tổ chức bởi Riot Games Russia. Thay thế cho SLTV StarSeries được tổ chức bởi StarLadder vào năm 2016. Có tám đội trong giải đấu. Mỗi mùa hàng năm được chia thành hai giải: mùa xuân và mùa hè, cả hai bao gồm năm tuần thi đấu vòng tròn hai lượt, sau đó kết thúc bằng các trận đấu loại trực tiếp tại vòng loại giữa bốn đội hàng đầu. Đội vô địch giải mùa xuân đủ điều kiện tham dự Mid-Season Invitational, đội vô địch mùa hè sẽ đủ điều kiện tham dự Giải vô địch thể thao điện tử Liên Minh Huyền Thoại thế giới. 
Giải thưởng của giải đấu năm 2016 và 2017 lên tới 4,5 triệu Ruble (₽) mỗi mùa.

## Thống kê qua các mùa

### SLTV StarSeries
| Năm  | Giải     | Vô địch                 | Á quân                  | Hạng 3          | Hạng 3                |
| ---- | -------- | ----------------------- | ----------------------- | --------------- | --------------------- |
| 2014 | Mùa 1    | Carpe Diem              | Dragon Team             | Revival Dragons | Good Team Multigaming |
| 2014 | Mùa 2    | Hard Random             | Virtus.pro              | RoX             | Internationally V     |
| 2014 | Mùa 3    | Dolphins of Wall Street | Hard Random             | RoX             | Moscow Five           |
| 2014 | Mùa 4    | RoX                     | Moscow Five             | Virtus.pro      | Team Just             |
| 2015 | Mùa xuân | Hard Random             | Moscow Five             | Virtus.pro      | Glacial Phoenix       |
| 2015 | Mùa hè   | Hard Random             | Dolphins of Wall Street | RoX             | Carpe Diem            |

### LCL
| Năm  | Giải     | Vô địch                                                          | Á quân                                                           | Hạng 3                                                           | Hạng 3                                                           |
| ---- | -------- | ---------------------------------------------------------------- | ---------------------------------------------------------------- | ---------------------------------------------------------------- | ---------------------------------------------------------------- |
| 2016 | Mùa xuân | Hard Random                                                      | Team Empire                                                      | Vega Squadron                                                    | Natus Vincere                                                    |
| 2016 | Mùa hè   | Albus NoX Luna                                                   | Vega Squadron                                                    | RoX                                                              | Natus Vincere                                                    |
| 2017 | Mùa xuân | Virtus.pro                                                       | Vaevictis Esports                                                | Vega Squadron                                                    | M19                                                              |
| 2017 | Mùa hè   | Gambit Esports                                                   | M19                                                              | Virtus.pro                                                       | Team Just Alpha                                                  |
| 2018 | Mùa xuân | Gambit Esports                                                   | RoX                                                              | Team Just                                                        | M19                                                              |
| 2018 | Mùa hè   | Gambit Esports                                                   | Dragon Army                                                      | Team Just                                                        | M19                                                              |
| 2019 | Mùa xuân | Vega Squadron                                                    | Elements Pro Gaming                                              | Gambit Esports                                                   | M19                                                              |
| 2019 | Mùa hè   | Unicorns Of Love                                                 | Vega Squadron                                                    | Gambit Esports                                                   | Elements Pro Gaming                                              |
| 2020 | Mùa xuân | Unicorns Of Love                                                 | RoX                                                              | Gambit Esports                                                   | Elements Pro Gaming                                              |
| 2020 | Mùa hè   | Unicorns Of Love                                                 | Gambit Esports                                                   | One Breath Gaming                                                | CrowCrowd                                                        |
| 2021 | Mùa xuân | Unicorns Of Love                                                 | CrowCrowd                                                        | Gambit Esports                                                   | One Breath Gaming                                                |
| 2021 | Mùa hè   | Unicorns Of Love                                                 | CrowCrowd                                                        | One Breath Gaming                                                | Black Star Gaming                                                |
| 2022 | Mùa xuân | Bị hủy bỏ do ảnh hưởng của xung đột vũ trang giữa Nga và Ukraina | Bị hủy bỏ do ảnh hưởng của xung đột vũ trang giữa Nga và Ukraina | Bị hủy bỏ do ảnh hưởng của xung đột vũ trang giữa Nga và Ukraina | Bị hủy bỏ do ảnh hưởng của xung đột vũ trang giữa Nga và Ukraina |
| 2022 | Mùa hè   | Bị hủy bỏ do ảnh hưởng của xung đột vũ trang giữa Nga và Ukraina | Bị hủy bỏ do ảnh hưởng của xung đột vũ trang giữa Nga và Ukraina | Bị hủy bỏ do ảnh hưởng của xung đột vũ trang giữa Nga và Ukraina | Bị hủy bỏ do ảnh hưởng của xung đột vũ trang giữa Nga và Ukraina |